# 花亭路街道
花亭路街道，是中华人民共和国安徽省安庆市大观区下辖的一个乡镇级行政单位。

## 行政区划
花亭路街道下辖以下地区：
花亭南村社区、黄土坑社区、花亭北村社区、燎原社区和湖心社区。